# Psapharochrus brunnescens
Psapharochrus brunnescens là một loài bọ cánh cứng trong họ Cerambycidae.